# سوخاوا (استان لوبلین)
سوخاوا (به لهستانی:  Suchawa) یک روستا در لهستان است که در گمینا ورکی واقع شده‌است.